# Calappoidea
Calappoidea là siêu họ cua gồm 2 họ Calappidae và Matutidae. Các hóa thạch sớm nhất của Calappoidea có từ thế Aptia.

## Hình ảnh

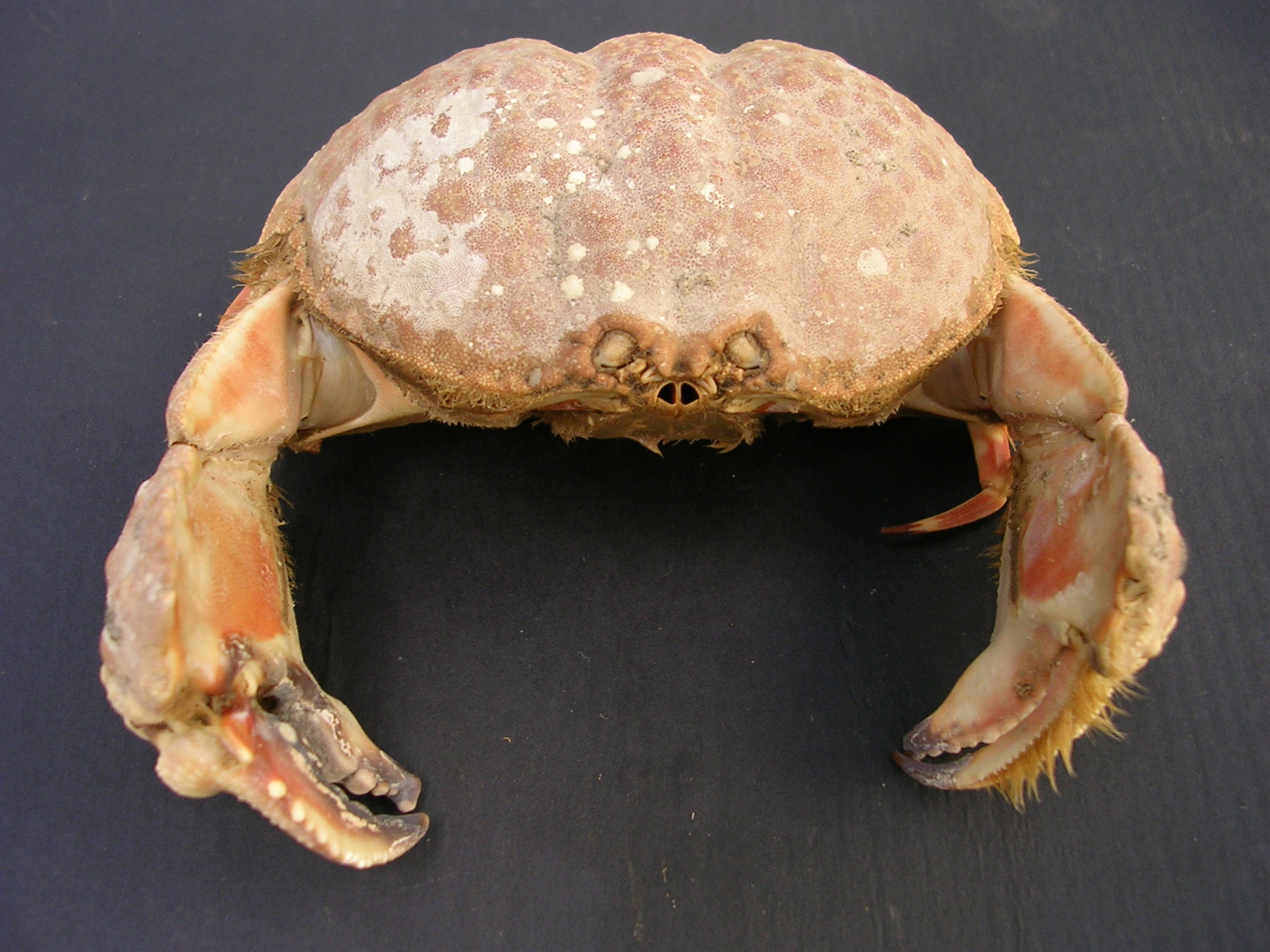
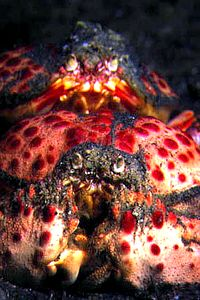